# Mohamed Cherif
Mohamed Cherif (* 8. Mai 2000 in Geesthacht) ist ein deutscher Fußballspieler.

## Karriere
Cherif begann seine Karriere beim Hamburg-Eimsbütteler Ballspiel-Club. Zur Saison 2017/18 wechselte er zum SC Victoria Hamburg. Zur Saison 2018/19 wechselte er zum Niendorfer TSV, bei dem er für die U-19 in der A-Junioren-Bundesliga spielte. Zur Saison 2019/20 wechselte der Defensivspieler nach Kroatien zum Drittligisten NK Marsonia Slavonski Brod. Zur Saison 2020/21 schloss er sich der zweitklassigen Reserve des NK Osijek an. Für Osijek II kam er zu 24 Einsätzen in der 2. HNL.
Im August 2021 wechselte Cherif zum österreichischen Zweitligisten Kapfenberger SV, bei dem er einen bis Juni 2022 laufenden Vertrag erhielt. Im selben Monat debütierte er in der 2. Liga, als er am vierten Spieltag der Saison 2021/22 gegen den SK Rapid Wien II in der Startelf stand. Für die KSV kam er insgesamt zu zehn Zweitligaeinsätzen. Im Januar 2022 verließ er den Verein wieder und wechselte leihweise nach Griechenland zum Zweitligisten Almopos Aridea. Für Almopos kam er aber nie zum Einsatz.
Zur Saison 2022/23 kehrte er nicht mehr nach Kapfenberg zurück, nach kurzer Vereinslosigkeit wechselte er Ende September 2022 fest zu Almopos.
Nach einem halben Jahr beim FK Jezero Plav in Montenegro und anschließender Vereinslosigkeit wechselte er im Januar 2024 zum SC Weiche Flensburg 08. Ein Jahr später folgte der Wechsel zum georgischen Erstligisten FC Torpedo Kutaissi.